# John Two-Hawks
John Two-Hawks is een Amerikaanse muzikant die zich bezighoudt met maken van op indiaanse tradities voortbouwende muziek. Hij musiceert sinds 1990. Hij bespeelt verschillende instrumenten en is het bekendst als virtuoze bespeler van de Indiaanse fluit.
Two-Hawks heeft een zestiental cd's gemaakt en verschillende boeken geschreven als toelichting op zijn muziek. Hij nam als gastzanger het nummer Creek Mary's Blood op met de Finse symfonische-metalband Nightwish dat te horen is op hun studioalbum Once (2004) en livealbum End of an Era (2006).

## Discografie
- Red and Blue Days (?)
- Voices (Juni 2000)
- Good Medicine (Maart 2001)
- Traditions (September 2001)
- Heal (Juli 2002)
- Peace on Earth (November 2003) - kerst muziek
- Honor (Maart 2004)
- Wild Eagles DVD (2004)
- Signature Series 2-CD Set (April 2005)
- How Not To Catch Fish and Other Adventures of Iktomi (Juni 2005)
- Beauty Music (2006) - met Seamus Byrne en Charles Hammer
- Come to the Fire (April 2006)
- Touch the Wind (2006) - met Bastiaan Pot
- Cedar Dreams (Juli 2007)
- Elk Dreamer (Maart 2008)
- of dirt and dreams (September 2008)